# يونها
يونها (هانغل: 고윤하) (من مواليد 29 أبريل 1988) هي مغنية كورية جنوبية بدأت مسيرتها الفنية في اليابان عام 2004. تجيد الغناء باليابانية والكورية.
ترسمت يونها كمغنية في عمر السادسة عشر. لُقِّبَت ب«مذنب الأوريكون» بسبب نجاحها في اليابان، قامت بعمل ثمان أغانٍ مفردة وألبومين مع نجاح كبير. بعض أغانيها ظهرت في الأنمي والدراما.

## السيرة الذاتية
ولدت في كوريا الجنوبية لوالدين يحبان الموسيقى، بدأت العزف على البيانو في سن 5 سنوات. ظهرت عليها اهتمامها بالدراما التلفزيونية اليابانية، وبدأت بتعليم نفسها اللغة اليابانية. ما بدأ كاهتمامها بالدراما اليابانية تطور ليصبح اهتماما بالموسيقى اليابانية، حيث بدأت الاستماع إلى فنانين مثل أوتادا هيكارو.

## الألبومات
| - 2007: 고백하기 좋은 날 (The Perfect Day To Say I Love You) - 2007: 혜성 (Comet) - 2008: Someday - 2009: Peace, Love & Ice Cream - 2009: Growing Season - 2010: Lost In Love - 2012: Supersonic - 2013: Just Listen - 2013: Subsonic | - 2005: Go! Younha - 2008: SONGS -Teen's Collection- - 2010: ひとつ空の下 (Under the Same Sky) - 2014: People - 2015: View |

## OST
- 2010: Can’t Believe It (말도 안돼) - الذوق الخاص
- 2012: One Teardrop (눈물이 한방울) - إيمان
- 2013: Greetings From Afar (멀리서 안부) - The Queen of Office
- 2013: You Who Came From the Stars (별에서 온 그대) - حبيبي من نجم آخر
- 2014: Passionate to Me (뜨겁게 나를) - بينوكيو
- 2015: Pray (기도) - School: Who Are You
- 2015: Until the Morning Comes (아침이 밝아올 때까지) With: Second Moon - Late Night Restaurant
- 2016: Sunflower - Doctors
- 2016: I Believe - Cinderella With Four Knights

## وصلات خارجية
- ين ها على موقع IMDb (الإنجليزية)
- ين ها على موقع ميوزك برينز (الإنجليزية)
- ين ها على موقع أول ميوزيك (الإنجليزية)
- ين ها على موقع ديسكوغز (الإنجليزية)

- الموقع الإلكتروني